# Czímer József
Czímer József (Rákoscsaba, 1913. október 24. – 2008. december 22.) magyar dramaturg, író, műfordító, esztéta, érdemes és kiváló művész, a Pécsi Nemzeti Színház örökös tagja.

## Életpályája
Czímer Ábrahám és Gelb Szeréna gyermeke volt. 1937-ben végzett a Pázmány Péter Tudományegyetemen. 1937–1942 között az egyetem Lélektani Intézetének munkatársa volt.
1942-ben behívták katonának, illegalitásba vonult, az Ellenállás című lap munkatársa, a Szabadság, majd az Új Magyarország munkatársa volt.
1948–49-ben az Országos Filmhivatal munkatársa volt. 1949-ben a Színház című hetilap munkatársa és a Mafilm dramaturgja volt. A Magyar Dolgozók Pártjából kizárták, majd rehabilitálták. 1950-ben kémkedés gyanúja miatt elbocsátották a Kohó- és Gépipari Minisztériumból; a Ganz Villamossági Gyár segédmunkása lett, majd újabb rehabilitáció után 1951–1956 között az Ifjúsági Színház és a Veszprémi Petőfi Színház fődramaturgja lett. 1956 augusztusa és novembere között a Hétfői Hírlap rovatvezetője volt. 1956–1968 között a Vígszínházban volt dramaturg. 1968-tól 20 éven át a Pécsi Nemzeti Színház fődramaturgjaként dolgozott. 1988-ban nyugdíjba vonult. 1993-1994 között a Magyar Rádió felügyelő-bizottságának tagja volt.

## Színházi munkái

### Fordítóként
A Színházi Adattárban regisztrált bemutatóinak száma: 21.
- Goodrich–Hackett: Anna Frank naplója (1957, 1959)
- Nash: Az esőcsináló (1959)
- Bertolt Brecht: Állítsátok meg Arturo Uit! (1962)
- Victor Hugo: Ezer frank jutalom (1962)
- Tennessee Williams: A vágy villamosa (1963, 1966, 1972)
- Baldwin: Ének Charlie úrért (1966)
- Thomas: Szegény Dániel (1966-1967)
- Casona: A portugál királyné (1966)
- Jean Anouilh: Meghívás a kastélyban (1969, 1982)
- Arout: A kutyás férfi (1970)
- Whiting: Ördögök (1971)
- Rjazanov–Braginszkij: Munkatársak (1972)
- Mihura: Három cilinder (1973)

## Művei
- A zsidó ismeretelmélet (tanulmány, 1937)
- A régi Magyarország és az új (tanulmány, 1948)
- Hollywoodi boszorkányok (kisregény, 1948)
- Korunk színháza (tanulmány, 1962)
- A dramaturgia regénye (színházi írások, 1976)
- Színház és irodalom (tanulmány, 1981)
- Függöny nélkül (esszé, 1985)
- Többes szám első személy (dramaturgiai írások, 1989)
- Dante apródja (esszé, 1990)
- Közjáték (esszé, 1992)
- Átszállás ugyanarra a vonatra (1996)
- Humorlexikon (2001)

## Műfordításai
- Aiszóposz meséi (1943)
- Victor Hugo: Ezer frank jutalom
- Tennessee Williams: A vágy villamosa (dráma, 1968)
- Fritz Hochwälder: A szent kísérlet
- S. Luneau–R. Coggio: Egy őrült naplója (1973)
- Albert Camus: Az igazak
- James Joyce: Számkivetettek
- Eugene O’Neill: Marco Polo milliói
- Tennessee Williams: Macska a forró tetőn
- Visniec: A kommunizmus története elmebetegeknek
- Nash: Az esőcsináló

## Díjai, kitüntetései
- Magyar Szabadság Rend (1946)[2]
- Szocialista Munkáért érdemérem (1954)
- A Munka Érdemrend arany fokozata (1973)
- Érdemes művész (1977)[2]
- Bálint Lajos-vándorgyűrű (1979)
- Thália-gyűrű (1980)[2]
- Kiváló művész (1983)[2]
- Szocialista Magyarországért érdemrend (1988)
- Magyar Művészetért díj (1993)[2]
- A Magyar Köztársasági Érdemrend tisztikeresztje (1994)
- A Magyar Köztársasági Érdemrend középkeresztje (2004)[2]